# Anastoechus nitens
Anastoechus nitens är en tvåvingeart som beskrevs av Hesse 1938. Anastoechus nitens ingår i släktet Anastoechus och familjen svävflugor. Inga underarter finns listade i Catalogue of Life.